# Jesús Humberto Velázquez Garay
 Jesús Humberto Velázquez Garay, né le 16 mai 1940 à Culiacán dans l'État de Sinaloa au Mexique et mort le 22 juin 2013,  est un prélat catholique mexicain.

## Biographie
Jesús Humberto Velázquez Garay est ordonné prêtre en 1964. En 1983, il est nommé évêque auxiliaire de Culiacán et évêque titulaire de Belesasa (de), pour devenir évêque de Celaya en 1988.  Garay démissionne en 2003 pour des raisons de santé.

## Sources
- Profil sur Catholic hierarchy